# Vitex morogoroensis
Vitex morogoroensis là một loài thực vật có hoa trong họ Hoa môi. Loài này được Walsingham & S.Atkins mô tả khoa học đầu tiên năm 2007.